# ديفيد ميلز (صحفي)
ديفيد ميلز (بالإنجليزية: David Mills)‏ هو صحفي ومنتج تلفزيوني وكاتب سيناريو أمريكي، ولد في 20 نوفمبر 1961 في واشنطن العاصمة في الولايات المتحدة، وتوفي في 30 مارس 2010 في نيو أورلينز في الولايات المتحدة بسبب أم الدم داخل القحف.

## وصلات خارجية
- ديفيد ميلز على موقع IMDb (الإنجليزية)
- ديفيد ميلز على موقع إن إن دي بي (الإنجليزية)
- ديفيد ميلز على موقع قاعدة بيانات الفيلم (الإنجليزية)